# Тешовска кула
Тешовската кула е древно съоръжение, разположено в центъра на неврокопското село Тешово, България.
Кулата е разположена в центъра на селото. Има квадратен план със страна 7,50 m и височина 13,50 m. Изградена е върху скален терен от ломени, полуобработени камъни. Спойката е от бял хоросан. Основите са дебели 1,50 m, а стените на надстройката 1,40 m до 0,80 m. Входът е на западната стена и е 2,10 m от днешната улица. Оформен е от добре обработени каменни блокове. Вътре етажите са били с дървен гредоред. На южната, източната и западната фасада има бойници, а в насипа са намерени тухли от отоплителни съоръжения. Кулата е снабдявана с вода, която се е качвала до последния етаж. Има тръби и за отходни води, по-широки от останалите.
Според Стоян Киримов (Питрапов), жител на селото, кулата в XIX век е имала седем етажа. Вратата била желязна, спускана с желязна макара напред и стъпвала на голямата скала до кулата, изпълнявайки ролята на мост. Вратата била извадена от един неврокопски бей и била откарана за врата на Серския безистен. Касата на вратата е била от каменни блокове с жлебове (улеи). Същите каменни блокове и до днес стоят на мястото си.
Кулата няма точна датировка. Спорно е също и предназначението ѝ. Проф. Георги Георгиев твърди, че е била жилище на турски чиновник-надзирател на керханата и за склад на руда, некови, железни пръти и гюлета. Според доц. Дора Димитрова и Любен Тонев кулата е била стражева и сигнално-съобщителна. Право на юг, между Гайтаниново и Парил, е била Гайтаниновската кула. Предполага се, че тези кули са предавали сигнали на север към Судинград, Шейтанчаир и Момина кула. От кулата има изглед към долините на реките Мътница и Буровица и Ловченско поле. През селото е минавал прекият римски път Мелник-Неврокоп, а южно от селото пътят Солун-Неврокоп.
От средата на XIX век кулата започва постепенно да се руши, като камъните са използвани за строежа на църквата „Свети Димитър“ и съседните къщи, а през 1970 г. и за сградата на селската фурна. Кулата е обявена за паметник на културата.